# Дімітріс Хрістофі
Дімітріс Хрістофі (грец. Δημήτρης Χριστοφή; нар. 28 вересня 1988, Паралімні) — кіпрський футболіст, нападник клубу «Сьйон» та національної збірної Кіпру.

## Клубна кар'єра
У дорослому футболі дебютував 2005 року виступами за «Онісілос», в якому провів два сезони у другому за рівні дивізіоні Кіпру, взявши участь у 36 матчах чемпіонату.
Протягом сезону 2007–08 років захищав кольори команди клубу «Еносіс».
Своєю грою за останню команду привернув увагу представників тренерського штабу клубу «Омонія», до складу якого приєднався 2008 року. Відіграв за нікосійську команду наступні п'ять сезонів своєї ігрової кар'єри. Більшість часу, проведеного у складі «Омонії», був основним гравцем атакувальної ланки команди і допоміг команді стати чемпіоном Кіпру, а також по два рази вигравати національний кубок та суперкубок.
До складу клубу «Сьйон» приєднався 2013 року. Відтоді встиг відіграти за команду зі Сьйона 34 матчі в національному чемпіонаті.

## Виступи за збірну
19 травня 2008 року дебютував в офіційних матчах у складі національної збірної Кіпру в програній товариській грі проти збірної Греції (0:2). Наразі провів у формі головної команди країни 34 матчі, забивши 5 голів.

## Досягнення
- Чемпіон Кіпру (1):

«Омонія»: 2009-10
- Володар Кубка Швейцарії (1):

"Сьйон ": 2014-15
- Володар Кубка Кіпру (3):

«Омонія»: 2010-11, 2011-12
«Анортосіс»: 2020-21
- Володар Суперкубка Кіпру (2):

«Омонія»: 2010, 2012